# 陳榮燦
陳榮燦，BBS（1935年7月7日—），人稱「燦叔」，民建聯成員。生於廣東江門。1995年至1997年香港立法局議員（酒店及飲食界）。1997年至1998年任臨時立法會議員。1998年至2000年香港立法會議員（勞工界）。2005年獲頒銅紫荊星章。陳榮燦的配偶為張愛蓮，二人育有兩名子女。